# استوارت گیلارد
استوارت گیلارد (انگلیسی: Stuart Gillard؛ زادهٔ ۲۸ آوریل ۱۹۵۰) یک کارگردان، فیلم‌نامه‌نویس، تهیه‌کننده فیلم و بازیگر اهل کانادا است. وی از سال ۱۹۷۱ میلادی تاکنون مشغول فعالیت بوده‌است.
از فیلم‌ها یا برنامه‌های تلویزیونی که وی در آن نقش داشته است، می‌توان به ویروس و پردیس اشاره کرد.
وی همچنین برنده جوایزی همچون جایزه انجمن کارگردانان آمریکا شده است.